# Gaston de Pawlowski

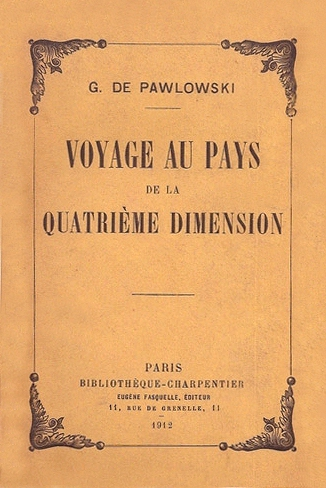
Voyage au pays de la quatrième dimension, 1912.

Gaston de Pawlowski (14 iunie 1874, Joigny - 2 februarie 1933, Paris) a fost un scriitor francez cunoscut în special ca autor al profeticului roman științifico-fantastic Voyage au pays de la quatrième dimension (Călătorie în țara celei de-a patra dimensiuni) (1911).

## Voyage au pays de la quatrième dimension
Publicat pentru prima dată în 1911 în revista lunară Comœdia apoi, în 1912, Pawlowski a realizat o nouă ediție în 1923, în care a discutat implicațiile fizicii einsteiniene asupra operei sale. Acea ediție a fost publicată într-o traducere engleză realizată de către Brian Stableford în 2009.
Ilustrațiile publicate în prima ediție apărută în volum a romanului Voyage au fost pregătite de Léonard Sarluis, iar Jean Clair a crezut că au fost sursă de inspirație pentru opera de artă La mariée mise à nu par ses célibataires, même a lui Marcel Duchamp.

## Scrieri (selecție)
- Voyage au pays de la quatrième dimension. Charpentier, Paris, 1912. (Second edition 1923)
- Journey to the Land of the Fourth Dimension. English translation by Brian M. Stableford. Encino, CA: Black Coat Press, 2009. ISBN 978-1-934543-37-5

## Vezi și
- Listă de scriitori francezi de literatură științifico-fantastică